# Chipre en los Juegos Olímpicos de Lake Placid 1980
Chipre estuvo representado en los Juegos Olímpicos de Lake Placid 1980 por un total de 3 deportistas que compitieron en esquí alpino.  
El portador de la bandera en la ceremonia de apertura fue el esquiador Andreas Pilavakis. El equipo olímpico chipriota no obtuvo ninguna medalla en estos Juegos.